# Supercopa da Alemanha de 2019
A Supercopa da Alemanha de 2019 foi a 26ª edição da competição. Foi disputada em partida única entre o campeão da Bundesliga 2018–19 (Bayern de Munique) e o vice-campeão da Bundesliga 2018–19 (Borussia Dortmund).

## Participantes
| Equipe            | Classificação                         |
| ----------------- | ------------------------------------- |
| Bayern de Munique | Campeão da Bundesliga de 2018–19      |
| Borussia Dortmund | Vice-Campeão da Bundesliga de 2018–19 |

## Detalhes da partida
Partida única
| 3 de agosto | Borussia Dortmund        | 2 – 0     | Bayern de Munique | Signal Iduna Park, Dortmund                 |
| 20:30 CEST  | Alcácer 48' · Sancho 69' | Relatório |                   | Público: 81 365 Árbitro: GER Daniel Siebert |

| Borussia Dortmund | Bayern Munique |

| G            | 35 | Marwin Hitz        |  |     |
| LD           | 26 | Łukasz Piszczek    |  | 80' |
| Z            | 16 | Manuel Akanji      |  |     |
| Z            | 36 | Ömer Toprak        |  |     |
| LE           | 14 | Nico Schulz        |  |     |
| V            | 33 | Julian Weigl       |  |     |
| V            | 28 | Axel Witsel        |  |     |
| A            | 7  | Jadon Sancho       |  | 80' |
| M            | 11 | Marco Reus (c)     |  |     |
| A            | 13 | Raphaël Guerreiro  |  | 75' |
| A            | 9  | Paco Alcácer       |  |     |
| Substitutos: |    |                    |  |     |
| G            | 40 | Eric Oelschlägel   |  |     |
| Z            | 2  | Dan-Axel Zagadou   |  |     |
| LD           | 5  | Achraf Hakimi      |  | 75' |
| LE           | 29 | Marcel Schmelzer   |  |     |
| M            | 6  | Thomas Delaney     |  |     |
| V            | 8  | Mahmoud Dahoud     |  |     |
| M            | 10 | Mario Götze        |  |     |
| A            | 27 | Marius Wolf        |  | 80' |
| A            | 34 | Jacob Bruun Larsen |  | 80' |
| Treinador:   |    |                    |  |     |
| Lucien Favre |    |                    |  |     |

| G            | 1  | Manuel Neuer (c)     |     |     |
| LD           | 32 | Joshua Kimmich       | 77' |     |
| Z            | 4  | Niklas Süle          |     |     |
| Z            | 17 | Jérôme Boateng       |     |     |
| LE           | 27 | David Alaba          |     | 70' |
| M            | 24 | Corentin Tolisso     |     |     |
| M            | 6  | Thiago               |     | 80' |
| M            | 18 | Leon Goretzka        |     |     |
| A            | 25 | Thomas Müller        |     | 66' |
| A            | 9  | Robert Lewandowski   | 59' |     |
| A            | 29 | Kingsley Coman       |     |     |
| Substitutos: |    |                      |     |     |
| G            | 26 | Sven Ulreich         |     |     |
| G            | 39 | Ron-Thorben Hoffmann |     |     |
| Z            | 5  | Benjamin Pavard      |     | 80' |
| M            | 19 | Alphonso Davies      |     | 66' |
| M            | 28 | Sarpreet Singh       |     |     |
| M            | 30 | Ryan Johansson       |     |     |
| M            | 35 | Renato Sanches       |     | 70' |
| A            | 15 | Jann-Fiete Arp       |     |     |
| Treinador:   |    |                      |     |     |
| Niko Kovač   |    |                      |     |     |

| Homem do Jogo: Jadon Sancho (Borussia Dortmund) Assistente do árbitro: Rafael Foltyn Jan Seidel Quarto árbitro: Harm Osmers Assistente de vídeo: Robert Schröder Assistente do assistente de vídeo: Christof Günsch | Regras do jogo - 90 minutos. - Em caso de empate, terá pênaltis. - Nove substitutos sendo que pode usar três. |

## Campeão
| Campeão da Supercopa da Alemanha de 2019 |
| ---------------------------------------- |
| Borussia Dortmund 6º titulo              |